# Hilary Kossak
Hilary Wiktor Kossak (ur. 20 lipca 1889 we Lwowie, zm. ?) – doktor praw, major dyplomowany kawalerii Wojska Polskiego.

## Życiorys
Urodził się 20 lipca 1889 we Lwowie, w rodzinie Leona. Ukończył studia na tamtejszym Wydziale Prawa Uniwersytetu Franciszkańskiego, w marcu 1914 uzyskując tytuł naukowy doktora praw.
Brał udział w I wojnie światowej jako oficer c. i k. armii. W grudniu 1914 został awansowany do stopnia porucznika rezerwy przy 1 pułku ułanów. Po odzyskaniu niepodległości przez Polskę wstąpił do Wojska Polskiego. Jako oficer Sztabu Generalnego Wojska Polskiego w stopniu kapitana rozpoczął służbę Dowództwie Okręgu Generalnego „Kielce”, w którym od 8 maja 1920 był zastępcą szefa sztabu, a od 12 lipca 1920 pełnił funkcję szefa sztabu okręgu. 11 kwietnia 1921 roku został przeniesiony do Dowództwa Okręgu Generalnego „Kraków” na stanowisko szefa Wydziału IV. 
3 maja 1922 roku został zweryfikowany w stopniu majora ze starszeństwem z dniem 1 czerwca 1919 roku i 87. lokatą w korpusie oficerów jazdy. Ukończył III Kurs Doszkolenia od 2 listopada 1923 do 15 października 1924 w Wyższej Szkoły Wojennej. Uzyskał tytuł oficera dyplomowanego. Służąc w Inspektoracie Armii Nr IV był oficerem nadetatowym 8 pułku ułanów księcia Józefa Poniatowskiego. 14 października 1926 roku został przydzielony do składu osobowego inspektora armii generała dywizji Mieczysława Norwid-Neugebauera. 31 października 1927 roku został przeniesiony do 9 pułku Ułanów Małopolskich w Trembowli na stanowisko dowódcy szwadronu. Od stycznia 1929 roku pełnił obowiązki zastępcy dowódcy 9 puł, a w lipcu tego roku został zatwierdzony na tym stanowisku. W styczniu 1931 roku został zwolniony ze stanowiska i oddany do dyspozycji szefa Sztabu Głównego z zachowaniem dotychczasowego dodatku służbowego. Z dniem 31 maja 1932 roku został przeniesiony w stan spoczynku.
Pod koniec lat 30. pełnił funkcję dyrektora zarządu zdrojowego w Morszynie.
Po wybuchu II wojny światowej 1939 podczas kampanii wrześniowej pełnił funkcję zastępcy szefa sztabu (kwatermistrza) w Dowództwie Grupy obrony Lwowa.

## Ordery i odznaczenia
- Krzyż Kawalerski Orderu Odrodzenia Polski (2 maja 1923)[14][15][16]
- Złoty Krzyż Zasługi (24 maja 1929)[17]
- Odznaka Pamiątkowa Generalnego Inspektora Sił Zbrojnych (12 maja 1936)
- Krzyż Kawalerski Orderu Kambodży